# Zombicide

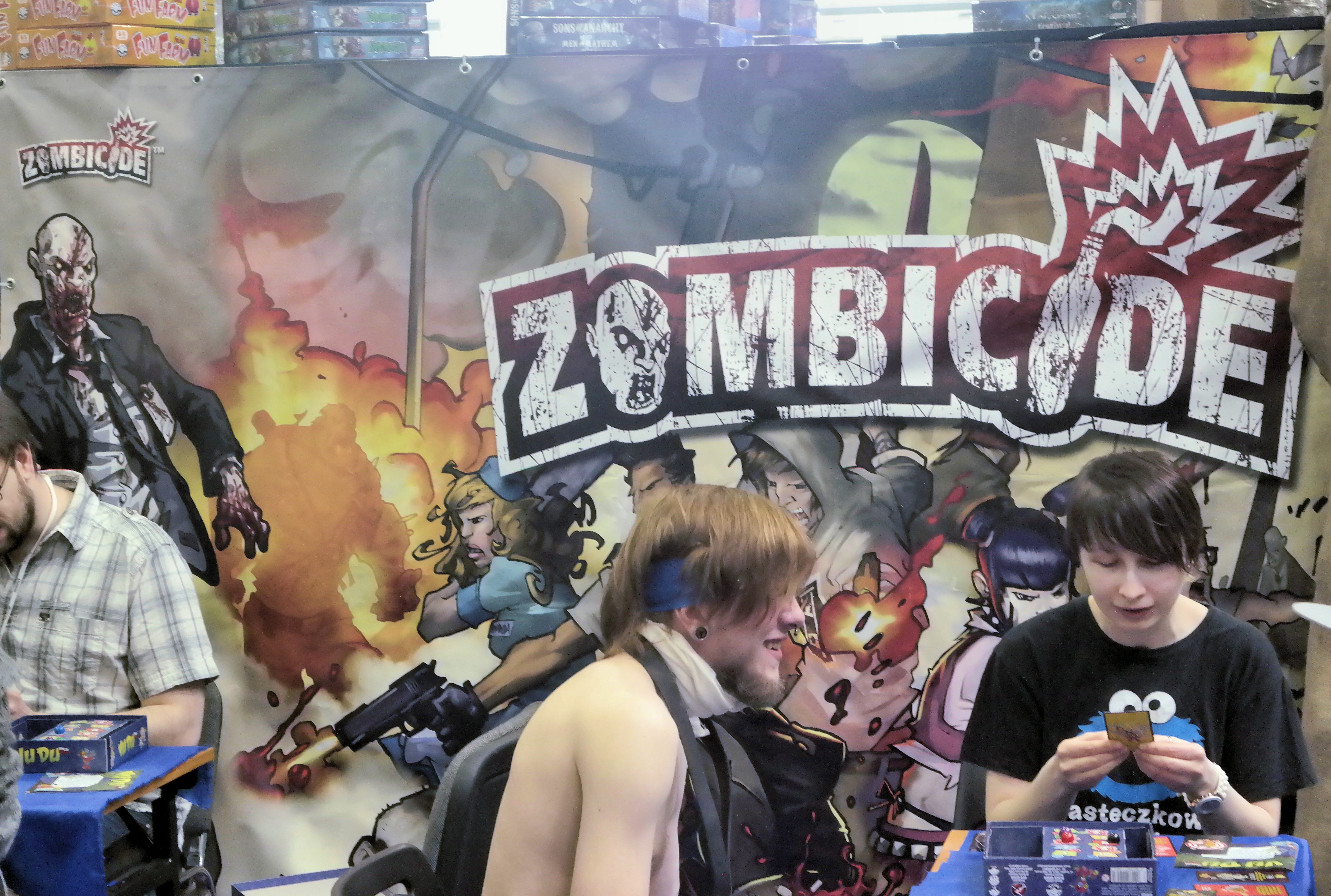
Zombicide em Pyrkon, Poznań 2015

Zombicide, é um jogo de tabuleiro de aventura colaborativa com um tema zumbi moderno, criado pela Guillotine Games e publicado em 2012 . Foi lançado no Kickstarter pela editora CMON (CoolMiniOrNot) e arrecadou US$ 781.597 de 5.258 apoiadores. É distribuido no Brasil pela Galapagos Jogos.
No jogo, cada jogador controla de um (para 6 jogadores) a quatro (jogo solo) "sobreviventes" em uma cidade infestada de zumbis . Na verdade, os "sobreviventes" rapidamente se transformam em "caçadores" para esmagar os zumbis por completo. No entanto, a equipe deve manter o equilíbrio entre sobrevivência e abate: conforme o zumbicídio avança, o "nível de perigo" aumenta e o número de infectados aumenta. Qualquer passo em falso pode se transformar em desastre.
Várias sequências foram criadas e alcançaram grande sucesso: Prison Outbreak, Rue Morgue e uma versão com tema de fantasia Zombicide: Black Plague, todas publicadas pela CoolMiniOrNot e distribuidas no Brasil pela Galapagos Jogos.
A franquia arrecadou US$ 9.153.036 combinados no Kickstarter em 7 de julho de 2015. Zombicide: Black Plague, o 4º episódio da série, foi o jogo de mesa com maior financiamento de todos os tempos (em 7 de julho de 2015).

## Jogabilidade
Cada jogador no jogo representa um ou mais sobreviventes em um apocalipse zumbi. Seu objetivo é completar os objetivos do cenário ditados por sua missão particular antes de serem invadidos por zumbis. O tabuleiro do jogo representa uma cidade infestada de zumbis, com grandes tabuleiros-mapa quadrados, dispostos de acordo com a missão selecionada.
Antes do início do jogo, uma missão é escolhida. A área de jogo é construída com peças de tabuleiro e recursos (ícones que representam carros, portas e objetivos) de acordo com a missão selecionada. Cada jogador escolhe um ou mais sobreviventes para jogar e todos colocam seus sobreviventes na área inicial do tabuleiro.
Um baralho de cartas de zumbis, que será usado para gerar zumbis, é colocado na lateral do tabuleiro. O jogo começa após o grupo decidir quem será o primeiro jogador. No jogo, o tempo flui em “turnos”, e cada turno é composto por três “fases”.
Na primeira fase, os sobreviventes realizam suas ações. Eles podem se mover, atacar e interagir com itens de inventário. Durante sua fase, os jogadores podem trocar itens, mover, matar zumbis ou realizar outras tarefas para ajudar em seu objetivo. Eles também podem discutir estratégias para triunfar sobre os zumbis. Além disso, cada sobrevivente começa o jogo com uma habilidade especial de luta contra zumbis diferente. Essas habilidades especiais aumentam à medida que o sobrevivente ganha experiência ao derrotar zumbis e completar objetivos durante o jogo. Depois que o primeiro sobrevivente completa suas ações, a vez passa para o próximo sobrevivente.
Depois que cada sobrevivente conclui uma rodada de ações, a segunda fase começa. Esta "fase de zumbis" é concluída movendo e atacando os sobreviventes com todos os zumbis no tabuleiro. Esses movimentos e ataques são programados pela mecânica do jogo e, portanto, são completamente previsíveis.
Finalmente chega a fase final, quando as fichas são dispostas, um novo primeiro jogador é determinado e outro turno começa.
Ao longo do jogo, os sobreviventes podem coletar itens melhores e ganhar experiência para ajudá-los a matar mais zumbis e cumprir sua missão.
Se os jogadores conseguirem completar todos os objetivos, eles são vencedores e podem prosseguir para o seguinte cenário. Se, por outro lado, os zumbis matarem todos os sobreviventes, o jogo estará perdido.

## Edições
A popularidade de Zombicide levou à criação de expansões autônomas e jogos spin-off. Os jogos spin-off são independentes e apresentam mecânicas e configurações significativamente diferentes: fantasia (Black Plague), ficção científica (Invader) e faroeste (Undead or Alive). Cada expansão e spin-off vem com cenários e miniaturas especiais para jogar.
| Título                     | Lançamento | Tipo      | Configuração      | Recursos                                   |
| -------------------------- | ---------- | --------- | ----------------- | ------------------------------------------ |
| Zombicide                  | 2012       | Jogo Base | Moderno           | Não depende de outro jogo                  |
| Zombicide: Prison Outbreak | 2013       | Jogo Base | Moderno           | Não depende de outro jogo                  |
| Toxic City Mall            | 2013       | Expansão  | Moderno           | Depende de um jogo base                    |
| Zombicide: Rue Morge       | 2015       | Jogo Base | Moderno           | Não depende de outro jogo                  |
| Angry Neighbors            | 2015       | Expansão  | Moderno           | Depende de um jogo base                    |
| Zombicide: Black Plague    | 2015       | Jogo Base | Fantasia          | Não depende de outro jogo                  |
| Wulfsburg                  | 2016       | Expansão  | Fantasia          | Depende de um jogo base                    |
| Zombicide: Green Horde     | 2018       | Jogo base | Fantasia          | Não depende de outro jogo                  |
| Friends and Foes           | 2018       | Expansão  | Fantasia          | Depende de um jogo base                    |
| No Rest for the Wicked     | 2018       | Expansão  | Fantasia          | Depende de um jogo base                    |
| Zombicide: Invader         | 2019       | Jogo base | Ficção científica | Não depende de outro jogo                  |
| Black Ops                  | 2019       | Expansão  | Ficção científica | Depende de um jogo base                    |
| Dark Side                  | 2019       | Jogo base | Ficção científica | Não depende de outro jogo                  |
| Zombicide: Second Edition  | 2021       | Jogo base | Moderno           | Não depende de outro jogo                  |
| Washington Z.C.            | 2021       | Expansão  | Moderno           | Campanha; Depende de um jogo base          |
| Fort Hendrix               | 2021       | Expansão  | Moderno           | Campanha; Depende de um jogo base          |
| Night of the Living Dead   | 2020       | Jogo base | Tie-in            | Jogo licenciado; Não depende de outro jogo |
| Undead or Alive            | 2022       | Jogo base | Faroeste          | Não depende de outro jogo                  |
| Gears & Guns               | 2022       | Expansão  | Faroeste          | Depende de um jogo base                    |
| Marvel Zombies             | 2022       | Jogo base | Tie-in            | Jogo licenciado; Não depende de outro jogo |
| White Death                | 2024       | Jogo base | Fantasia          | Não depende de outro jogo                  |

## Recepção
Zombicide recebeu geralmente críticas positivas, com os jogos derivados recebendo críticas mais favoráveis do que o jogo de tabuleiro original. Board Game Authority mencionou que é "um ajuste perfeito para todos os amantes de zumbis". Board Games Land observou que o jogo de tabuleiro foi "brilhantemente pensado e muito bem trabalhado", enquanto a Tech Raptor disse "O jogo é divertido e desafiador se você gosta de jogos cooperativos".

## Prêmios
2013: As d'Or - Jogo do Ano - Nomiado 
2013: Golden Geek Melhor Jogo de Tabuleiro Temático - Nomiado 
2013: Le Lys Passioné - Finalista
2013: Ludo Award de Melhor Editor de Jogo de Tabuleiro - Vencedor
2013: Ludo Award de Melhor Jogo de Tabuleiro Popular - Vencedor
2013: Tric Trac - Finalista 